# L'uccello dalle piume di cristallo
L'uccello dalle piume di cristallo is een Italiaanse thriller uit 1970 onder regie van Dario Argento (zijn regiedebuut). De film werd destijds in Nederland uitgebracht onder de titel De messenmoorden. Het is ook het eerste deel van Argento's zogenaamde "Dierentrilogie" (drie giallo-films met een dier in de filmtitel, namelijk een vogel, een kat en tot slot vliegen), gevolgd door The Cat O'Nine Tales en Four Flies on Grey Velvet. De films hebben verder geen connectie met elkaar. Ook door andere regisseurs werden later giallo-films gemaakt met een dier in de titel.

## Verhaal
De Amerikaanse auteur Sam Dalmas is in Rome getuige van een poging tot moord op een vrouw. Hij zit echter vast tussen twee deuren en hij kan de vrouw niet helpen. De vrouw overleeft de moordpoging en de politie vertelt haar dat zij de enige overlevende is van een beruchte seriemoordenaar. Sam gaat op onderzoek uit.

## Rolverdeling
| Acteur               | Personage                    |
| -------------------- | ---------------------------- |
| Tony Musante         | Sam Dalmas                   |
| Suzy Kendall         | Julia                        |
| Enrico Maria Salerno | Inspecteur Morosini          |
| Eva Renzi            | Monica Ranieri               |
| Mario Adorf          | Berto Consalvi               |
| Reggie Nalder        | Needles, man met de gele jas |
| Umberto Raho         | Alberto Ranieri              |
| Renato Romano        | Prof. Carlo Dover            |
| Giuseppe Castellani  | Monti                        |
| Gildo Di Marco       | Garullo                      |
| Rosita Torosh        | Slachtoffer #4               |
| Karen Valenti        | Tina, slachtoffer #5         |
| Omar Bonaro          | Politierechercheur           |
| Fulvio Mingozzi      | Politierechercheur           |
| Werner Peters        | Antiquair                    |